# Diecéze žilinská

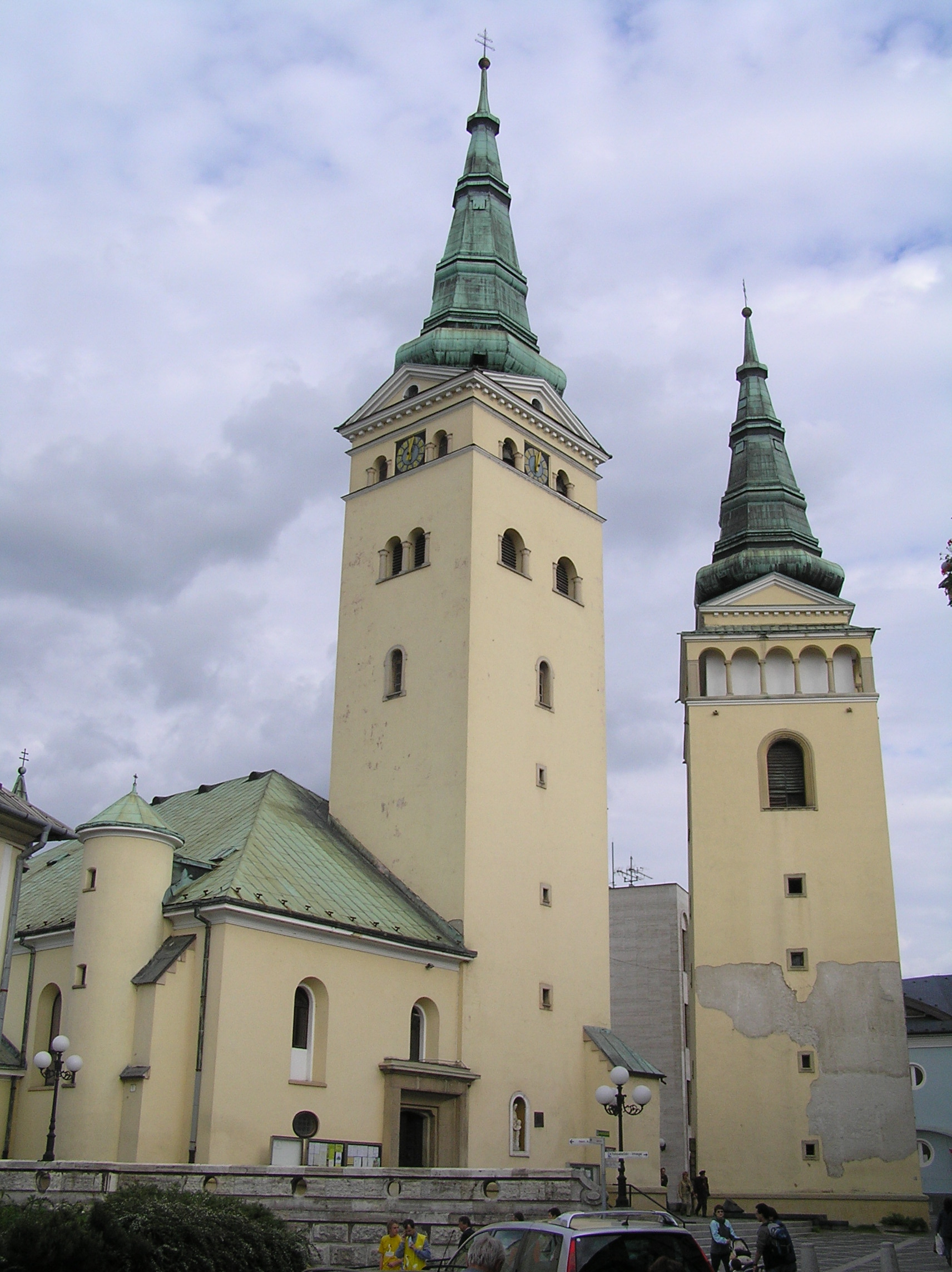
Katedrála Nejsvětější Trojice v Žilině.

Diecéze žilinská je římskokatolická diecéze na severozápadě Slovenska, zahrnující část území Trenčínského a Žilinského kraje. Spolu s nitranskou a banskobystrickou diecézí, arcidiecézí trnavskou a metropolitní arcidiecézí bratislavskou tvoří Západní (resp. Západoslovenskou) církevní provincii.

## Základní údaje
Diecéze se člení na 12 děkanátů: Bytča, Čadca, Ilava, Krásno nad Kysucou, Kysucké Nové Mesto, Martin, Považská Bystrica, Púchov, Rajec, Turzovka, Varín, Žilina. Má 97 farností a 150 diecézních kněží. Z asi 550 tisíc obyvatel se 392 tisíc hlásí ke katolické církvi (2008).
Hlavním kostelem diecéze je katedrála Nejsvětější Trojice v Žilině, od 15. března 2008 je prvním a stávajícím diecézním biskupem Tomáš Galis.

## Historie
Diecéze vznikla z rozhodnutí papeže Benedikta XVI. 14. února 2008 vyčleněním ze severní části nitranské diecéze a malé části diecéze banskobystrické.
Prvním diecézním biskupem se stal dosavadní pomocný biskup diecéze banskobytrické, Tomáš Galis.